# デーヴェー・ガウダ
デーヴェー・ガウダ（英語: Haradanahalli Doddegowda Deve Gowda、ヒンディー語: हरदनहल्ली डोडेगौडा देवगौडा、1933年5月18日 - ）は、インドの政治家。ローク・サバー議員でジャナタ・ダル (世俗派)党首である。
カルナータカ州首相と第11代インド首相などを歴任した。

## 経歴
ガウダは1933年5月18日にマイソール王国ハラダナハリ（現在のカルナータカ州ハッサン）に農家の家庭で生まれた。1950年代後半にハッサンのLV工科大学で土木工学の学位を取得した。1953年に政界入りするまで父親の農業を手伝い、請負業者としても勤務していた。
1962年にカルナータカ州議会議員に選出される。
カルナータカ州首相を1994年12月11日から1996年5月31日まで務める。ジャナタ・ダル (世俗派)党首を務め、その後第11代インド首相に就任し1996年6月1日から1997年4月21日まで務める。
ガウダはデリー地下鉄プロジェクトの資金調達と開発開始に貢献したとされている。

## 私生活
ガウダは1954年に結婚し、4人の息子と2人の娘がいる。

## 首相退任後
ガウダは首相退任後の1999年の総選挙で敗北した。同年にジャナタ・ダル（世俗主義）の議長に選出された。